# Isometrus nakshatra
Espèce
Isometrus nakshatra est une espèce de scorpions de la famille des Buthidae.

## Distribution
Cette espèce est endémique du Karnataka en Inde. Elle se rencontre dans le district de Hassan.

## Description
Le mâle holotype mesure 46,92 mm, les mâles mesurent de 38,95 à 46,92 mm et les femelles de 36,60 à 48,69 mm.

## Systématique et taxinomie
Cette espèce a été décrite par Sulakhe, Deshpande, Gowande, Dandekar et Ketkar en 2022.

## Publication originale
- Sulakhe, Deshpande, Gowande, Dandekar & Ketkar, 2022 : « Arboreal gems: resurrection of Isometrus sankeriensis Tikader & Bastwade, 1983 and descriptions of two new species of Isometrus Ehrenberg, 1828 (Scorpiones: Buthidae) from the Western Ghats, India. » European Journal of Taxonomy, vol. 811, p. 1-50 (texte intégral).